# Милковица
Милковица (болг. Милковица) — село в Болгарии. Находится в Плевенской области, входит в общину Гулянци. Население составляет 1 913 человек.

## Политическая ситуация
В местном кметстве Милковица, в состав которого входит Милковица, должность кмета (старосты) исполняет Иван Асенов Александров (Болгарская социалистическая партия (БСП)) по результатам выборов правления кметства.
Кмет (мэр) общины Гулянци — Лучезар Петков Яков (Болгарская социалистическая партия (БСП)) по результатам выборов в правление общины.